# La Jonquera
La Jonquera település Spanyolországban, Girona tartományban. La Jonquera Espolla, Sant Climent Sescebes, Cantallops, Capmany, Agullana, Le Perthus, Maureillas-las-Illas, Laroque-des-Albères, L’Albère, Sorède és Riunoguès községekkel határos. Lakosainak száma 3408 fő (2024).

## Népesség
A település népessége az elmúlt években az alábbi módon változott:
| Lakosok száma | 243  | 2070 | 1319 | 1578 | 2681 | 2920 | 3174 | 3115 | 3290 | 3408 |
|               | 1717 | 1887 | 1936 | 1960 | 1986 | 2004 | 2009 | 2014 | 2019 | 2024 |